# Francisco Cubelos
Francisco Cubelos Sánchez (Talavera de la Reina, 8 de octubre de 1992) es un deportista español que compite en piragüismo en la modalidad de aguas tranquilas.
Ganó cuatro medallas en el Campeonato Mundial de Piragüismo entre los años 2018 y 2022, y siete medallas en el Campeonato Europeo de Piragüismo entre los años 2012 y 2022.
Participó en tres Juegos Olímpicos de Verano, obteniendo el séptimo lugar en Londres 2012 (K1 1000 m), el sexto en Tokio 2020 (K2 1000 m) y el undécimo en París 2024 (K1 1000 m).
Estudió Administración y Dirección de Empresas en la Universidad Católica San Antonio de Murcia.

## Palmarés internacional
| Campeonato Mundial | Campeonato Mundial          | Campeonato Mundial | Campeonato Mundial |
| Año                | Lugar                       | Medalla            | Competición        |
| ------------------ | --------------------------- | ------------------ | ------------------ |
| 2018               | Montemor-o-Velho (Portugal) | Medalla de plata   | K2 1000 m          |
| 2018               | Montemor-o-Velho (Portugal) | Medalla de bronce  | K4 1000 m          |
| 2019               | Szeged (Hungría)            | Medalla de plata   | K2 1000 m          |
| 2022               | Halifax (Canadá)            | Medalla de bronce  | K1 5000 m          |
| Campeonato Europeo |                             |                    |                    |
| Año                | Lugar                       | Medalla            | Competición        |
| 2012               | Zagreb (Croacia)            | Medalla de bronce  | K1 1000 m          |
| 2016               | Moscú (Rusia)               | Medalla de bronce  | K4 500 m           |
| 2017               | Plovdiv (Bulgaria)          | Medalla de oro     | K4 1000 m          |
| 2017               | Plovdiv (Bulgaria)          | Medalla de bronce  | K2 1000 m          |
| 2018               | Belgrado (Serbia)           | Medalla de bronce  | K2 1000 m          |
| 2022               | Múnich (Alemania)           | Medalla de plata   | K2 1000 m          |
| 2022               | Múnich (Alemania)           | Medalla de plata   | K4 1000 m          |